# Tiroteig a l'escola primària Vladislav Ribnikar
El Tiroteig a l'escola primària Vladislav Ribnikar, va ser un tiroteig massiu, esdevingut el 3 de maig del 2023, quan un tirador va obrir foc contra els estudiants i el personal de l'escola primària Vladislav Ribnikar al municipi de Vračar de Belgrad, Sèrbia, assassinant a nou persones (vuit estudiants i un guàrdia de seguretat) i ferint a set (sis estudiants i un mestre). La policia va arrestar al presumpte tirador poc després. Va ser identificat com un estudiant home de 13 anys; pel fet que és menor de 14 anys, no pot ser considerat penalment responsable segons la llei sèrbia. El nen havia usat dues pistoles que eren propietat legal del seu pare.

## Antecedents
Sèrbia té lleis estrictes sobre armes, però té una de les taxes de possessió d'armes per càpita més altes del món. Al 2021, amb un estimat de 39 armes de foc de propietat privada per cada 100 persones, Sèrbia va ser el tercer país a nivell mundial amb aquesta estadística, darrere dels Estats Units i el Iemen. Juntament amb una cultura de propietat d'armes i molts llars que guarden trofeus de guerra de les guerres del segle xx, les armes il·legals es van generalitzar en alguns dels països de la regió després de les Guerres Iugoslaves succeïdes a la dècada del 90.
Els tirotejos massius no son comuns a Sèrbia, com a la regió més àmplia dels Balcans. N'hi va haver tres tirotejos massius anteriors en el segle XXI: els assassinats de Jabukovac al 2007 durant els quals van morir nou persones i cinc van resultar ferides, el tiroteig de Velika Ivanča al 2013, en el qual van morir 14 persones, i el tiroteig de Žitište al 2016, en el qual cinc persones van morir i 22 van resultar ferides. Al 2019, va haver-hi un intent de tiroteig a una escola de Velika Plana, encara que el perpetrador va ser detingut després de disparar dues bales al sostre. Cap d'aquests tirotejos o l'intent de tiroteig va involucrar a un nen com a perpetrador.

## Tiroteig
El tiroteig va començar al voltant de les 8.30 (CEST), del 3 de maig del 2023. Segons el Ministeri de l'Interior, després d'ingressar a l'Escola Primària Vladislav Ribnikar, el presumpte tirador, un estudiant de 13 anys, va treure immediatament una pistola de la seva bossa. i li va disparar al guàrdia de seguretat i després als monitors que va veure al passadís, recarregant la seva pistola mentre es dirigia a la classe d'història. En ingressar a l'aula d'història, el tirador va disparar primer al mestre i després va disparar a l'atzar a altres alumnes. El tirador va córrer pel passadís i va entrar al pati on es va posar en contacte amb la policia a les 8.42, segons va informar el ministeri en una conferència de premsa. El tirador estava en possessió d'un arma CZ 75 Shadow 2. Al carrer Njegoševa va ser tancada després del tiroteig.

## Víctimes
El tiroteig va resultar en la mort de vuit estudiants (set nenes i un nen) i un guàrdia de seguretat. Un dels estudiants morts era de nacionalitat francesa, segons el Ministeri de Relacions Exteriors de França.
A més, sis estudiants i un professor van resultar ferits. Dels ferits, dos nens i una nena van ser traslladats a l'Hospital Pediàtric Universitari. Els nens van rebre ferides de bala en les extremitats inferiors, mentre que la nena va rebre un traumatisme cranioencefàlic sever, per la qual cosa va haver de ser intervinguda quirúrgicament. Més tard es va informar que els nens i el mestre es trobaven en condició estable.

## Presumpte tirador
El tirador va ser arrestat per la policia i va ser identificat per la Fiscalia Superior de Belgrad com a un estudiant de 13 anys. A aquesta edat, no pot enfrontar càrrecs penals ni per faltes pel fet que la Llei de menors infractors i la protecció penal dels menors estableix l'edat mínima de responsabilitat penal en 14 anys; el cas va ser remès al Centre del Treball Social. S'al·lega que el tirador va utilitzar dues pistoles que pertanyien al seu pare sota la propietat legal. Segons el Ministeri de l'Interior, havia planejat el tiroteig durant un mes, inclòs a quines aules ingressar primer, i va crear una llista de nens prioritaris per a atacar. El ministeri també va informar que el presumpte tirador va entrenar en un camp de tir amb el seu pare. Les autoritats investiguen el mòbil del tirador. El presumpte tirador va ser descrit com un bon alumne tranquil que es va unir recentment a la classe. L'assetjament escolar i les baixes qualificacions van ser citats com a possibles motius. Després que l'Acadèmia Mèdica Militar va administrar-hi una prova de drogues, es va descobrir que el presumpte tirador, segons l'advocada del pare, Irina Borović, no hi era sota cap influència de substàncies psicoactives.
Tant la mare com el seu pare van ser arrestats poc després del tiroteig; el pare va estar detingut fins a 48 hores. La Fiscalia Superior de Belgrad va anunciar que l'audiència del pare es durà a terme el dia 5 de maig. D'acord amb la llei, el presumpte tirador no podia ser enviat a una presó juvenil per ser menor d'edat i només podia ser transferit a una escola diferent per ser menor de 14 anys. El president de Sèrbia, Aleksandar Vučić, va dir que el presumpte tirador va ser col·locat en la Clínica de Neuropsiquiatría.

## Repercussions
En una conferència de premsa, el ministre d'Educació, Branko Ružić, va anunciar tres dies de dol nacional a partir del 5 de maig i la suspensió de classes per la resta del dia, mentre que la ministra de Salut, Danica Grujičić, va anunciar que l'Institut de Salut Mental activarà dues línies telefòniques d'assessorament i augmentar l'accés a assessorament en persona, per a aquells que senten la necessitat de suport psicològic. El Teatre Nacional de Belgrad va anunciar que suspendria totes les activitats fins al dia 7 de maig.
Es va organitzar una donació de sang pels alumnes ferits a l'Institut de Transfusió després del tiroteig. Centenars de ciutadans, inclosos pares dels alumnes de l'escola primària, es van reunir front i al voltant de l'escola primària després del tiroteig. Posteriorment van protestar enfront dels edificis del Ministeri de Salut i el Ministeri d'Educació, on va exigir la renúncia de Ružić. Les protestes es van fer més grans l'endemà. Els ciutadans de Novi Sad també es van reunir a Freedom Square el dia del tiroteig.

## Reaccions
Vučić es va dirigir al públic sobre el tiroteig més tard aquest mateix dia i va dir que proposaria noves mesures d'armes al govern, inclosa la reducció de l'edat mínima de responsabilitat penal de 14 a 12 anys. El govern va adoptar les mesures l'endemà. L'oficina de l'Unicef a Sèrbia va dir que l'escola "no és un lloc per la violència de cap mena", mentre que el patriarca serbi Porfirije va descriure l'atemptat com una "catàstrofe".
En la conferència de premsa, Ružić va dir que "la influència cancerosa i perniciosa dels videojocs d'Internet, els anomenats valors occidentals, és evident en el tiroteig". Els partits d'oposició han demanat la seva renúncia a causa de la declaració, inclosa la Iniciativa Juvenil pels Drets Humans i el Sindicat Independent d'Educadors de Sèrbia, que va anunciar que suspendria el treball en totes les escoles a partir del 4 de maig. El Sindicat d'Educació de Sèrbia va anunciar que organitzaria una vaga general, a partir del 5 de maig, i va instar al govern a "crear condicions per a una vida normal i segura dels nens i empleats en el sistema educatiu". L'exministre d'educació Srđan Verbić va expressar la seva oposició a l'acomiadament de Ružić però va dir que "seria bo per a tota la situació si oferís la seva renúncia com un acte personal", mentre que Mladen Šarčević va dir que el tiroteig "es va produir principalment a causa de la manca d'atenció dels pares".
El Partit Serbi Oathkeepers va exigir una sessió urgent del Comitè d'Educació en l'Assemblea Nacional de Sèrbia, mentre que el Moviment per a la Restauració del Regne de Sèrbia va demanar que es prohibissin "tots els reality shows que glorifiquen la violència". L'alcalde de Belgrad, Aleksandar Šapić, va expressar les seves condolences i va agregar que el govern de la ciutat "brindarà qualsevol tipus d'ajuda que les famílies pugin necessitar".

## Conseqüències
L'oposició, unida en la coalició de nou partits Serbia Contra la Violència (Srbija Protiv Nasilja, o SPN) va sol·licitar formalment al President Aleksandar Vučić en septiembre de 2023 la convocatòria de noves eleccions després de manifestar-se durant mesos contra el govern d'Ana Brnabić pel tiroteig a l'escola primària Vladislav Ribnikar de Belgrad i el tiroteig de Mladenovac i Smederevo Mladenovac, i es van celebrar el 17 de desembre de 2023. que va tornar a guanyar el SNS.